# زوتاندل
شهر زوتاندل (به فرانسوی: Zutendaal) در شهرستان اسلت  در استان لمبورگ  در منطقه فلاندری در کشور بلژیک واقع شده‌است.